# Владимиров, Юрий Кузьмич
Юрий Кузьми́ч Влади́миров (1 января 1942, Костерёво, Московская область — 19 мая 2025, Москва) — советский и российский артист балета, педагог. Народный артист СССР (1987).

## Биография
Родился в деревне Костерёво (ныне город в Петушинском районе, Владимирская область, Россия) (по другим источникам — в Москве).
В 1962 году окончил Московское хореографическое училище (ныне Московская академия хореографии) по классу Алексея Ермолаева.
В 1962—1987 годах — солист Большого театра (Москва). Один из представителей «золотого века» Большого театра — сильный, мощный, темпераментный танцовщик, обладавший выдающимся прыжком, спортивным, трюковым стилем танца и ярким драматическим талантом. Постоянным сценическим партнёром Владимирова была его супруга Нина Сорокина.
Участвовал в гастролях за рубежом.
В 1987—2025 годах — педагог-репетитор Большого театра, где под его руководством занимались Дмитрий Гуданов, Александр Воробьёв, Батыр Аннадурдыев, Сергей Доренский, Иван Васильев.
Скончался 19 мая 2025 года на 84-м году жизни от осложнений после падения (в один день с Юрием Григоровичем). Церемония прощания прошла 22 мая 2025 в главном фойе исторического здания Большого театра. Отпевание состоялось 22 мая 2025 года в храме Иконы Божией Матери «Нечаянная радость». Похоронен на Даниловском кладбище Москвы.

### Семья
- Первая жена — Нина Сорокина (1942—2011), балерина, балетный педагог. Народная артистка СССР (1987).
- Вторая жена — Екатерина Краснославовна Владимирова, педагог классической хореографии.

## Награды и звания
- I премия III-го Международного конкурса артистов балета в Варне (Болгария) (1966)
- I премия I-го Всесоюзного конкурса новых хореографических номеров в Москве (1969)
- I премия Международного конкурса артистов балета в Москве (1969)
- Приз «Золотые звёзды» как «Лучшей балетной паре» (вместе с Н. Сорокиной) Международного фестиваля танца в Париже (1969)
- Премия имени В. Нижинского Парижской академии танца (1969)
- Заслуженный артист РСФСР (1970)
- Народный артист РСФСР (1975)
- Народный артист СССР (1987)
- Орден «Знак Почёта» (1976)
- Почётная грамота Президиума Верховного Совета Азербайджанской ССР (1970)[6]

## Репертуар (основные партии)
- 1963 — «Испанское каприччио» на музыку Н. А. Римского-Корсакова, балетмейстеры В. Г. Гонсалес и М. Ф. Камалетдинов — Два дуэндес и Баск
- 1963 — «Пламя Парижа» Б. В. Асафьева, хореография В. И. Вайнонена — Филипп
- 1964 — «Геологи» Н. Н. Каретникова, балетмейстеры В. Ю. Василёв и Н. Д. Касаткина — Юноша (первый исполнитель)
- 1965 — «Весна священная» И. Ф. Стравинского, балетмейстеры В. Ю. Василёв и Н. Д. Касаткина — Пастух (первый исполнитель)
- 1966 — «Спящая красавица» П. И. Чайковского, редакция Ю. Н. Григоровича — Голубая птица
- 1967 — «Щелкунчик» П. И. Чайковского, балетмейстер Ю. Н. Григорович — Щелкунчик-принц
- 1967 — «Асель» В. А. Власова, балетмейстер О. М. Виноградова — Байтемир
- 1969 — «Спартак» А. И. Хачатуряна, балетмейстер Ю. Н. Григорович — Спартак
- 1971 — «Икар» С. М. Слонимского, балетмейстер В. В. Васильев — Икар (первый исполнитель)
- 1972 — «Анна Каренина» Р. К. Щедрина, балетмейстеры Н. И. Рыженко, В. В. Смирнов-Голованов и М. М. Плисецкая — Станционный мужик (первый исполнитель)
- 1975 — «Иван Грозный» на музыку С. С. Прокофьева, балетмейстер Ю. Н. Григорович — Иван Грозный (первый исполнитель)
- 1976 — «Любовью за любовь» Т. Н. Хренникова, балетмейстер В. М. Боккадоро — Бенедикт (первый исполнитель)
- 1980 — «Гусарская баллада» Т. Н. Хренникова, балетмейстер Д. А. Брянцев — Ржевский
- 1985 — «Рыцарь печального образа» на музыку Р. Штрауса, балетмейстер А. Б. Петров — Дон Кихот (первый исполнитель)

## Фильмография
- 1967 — «Сочинение танцев» (документальный фильм)
- 1969 — «Молодой балет мира» (документальный фильм)
- 1971 — «Основы классического танца» (Центрнаучфильм)
- 1970 — «Озорные частушки» (фильм-балет) (короткометражный)
- 1973 — «Хореографические новеллы» (фильм-балет)
- 1974 — «Анна Каренина» (фильм-балет) — Станционный мужик
- 1976 — «Грозный век» (фильм-балет) — Иван Грозный
- 1980 — «Большой балет» (фильм-концерт)
- 1987 — «Балет от первого лица» (документальный)
- «Деревенская рапсодия» (телефильм)